# Зефир стигиана
Зефир стигиана (Ussuriana stygiana) — вид дневных бабочек из семейства голубянок (Lycaenidae).

## Описание
Длина переднего крыла самцов 16—19 мм, самок 17—20 мм. Размах крыльев 28—40 мм. Передние лапки самцов несегментированные. Усики булавовидные. Щупики короткие. Основания усиков без волосистых кисточек. Передние крылья тёмно-бурые. Заднее крыло полностью тёмное. Нижняя сторона крыльев серовато-жёлтая. Задние крылья с выступом. Бахромка крыльев пятнистая.

## Ареал
Россия (южный Сахалин), Япония. Встречается редко и локально.

## Биология
За год развивается в одном поколении. Время лёта бабочек длится с середины июня по июль. Гусеницы развиваются на ясене шерстистом и других видах ясеня. Окукливается в лесной подстилке.